# Zacharias Jerling
Zacharias Jerling, död 1720 i Stockholm, var en svensk bildhuggare.
Han var son till Hans Jerling och Regina Pfundt samt bror till Johan Jerling. Vid faderns död 1695 omnämns att Zacharias Jerling arbetat i sin faders verkstad under 11 års tid. Han fick troligen sin utbildning under ledning av Nicolaes Millich vid arbetena på Drottningholms slott. Han har tillskrivits ett epitafium över brukspatronen Gerhardt Störning som blev uppsatt i Nicolaikyrkan i Nyköping under 1690-talet. Till Sköldinge kyrka utförde han ett epitafium över Jakob Fleming och hans båda hustrur och för Solna kyrka utförde han två epitafier i skulpterat trä över Antonius Friedrich samt över Magnus Carlander Nicolaikyrkan i Örebro. För Turinge kyrka tillverkade han delar av altaruppsatsen. Han ansågs vara en betydligt större konstnär än fadern och intar vid sidan av Caspar Schröder rangen som den förnämste karolinske bildhuggaren efter stormästarna Millich och Precht.  